# Tellurische helix

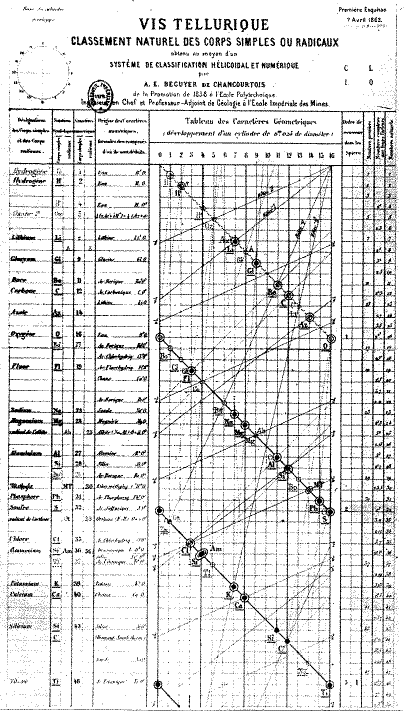
De tellurische helix, zoals opgesteld door Béguyer de Chancourtois.

De tellurische helix (Frans: vis tellurique) was een van de eerste pogingen om het periodiek systeem te beschrijven en werd in 1862 ontwikkeld door de Franse geoloog Alexandre-Émile Béguyer de Chancourtois. Hij maakte als een van de eersten gebruik van de atoommassa's als ordeningsprincipe. De helix werd vernoemd naar het element telluur, het op dat moment zwaarste bekende element.
De tellurische helix is een oplopende spiraal. Het element op het hoogste punt van iedere omwenteling heeft het minste aantal elektronen. De tellurische helix heeft 8 hoeken. Volgens Béguyer de Chancourtois bestond er een regelmaat tussen de elementen. Hoewel het systeem een belangrijke aanleiding vormde tot het begrip periodiciteit, kon het maar op een beperkte groep van elementen toegepast worden. Daarom werd het niet als een handig systeem beschouwd.